# Nus infinit

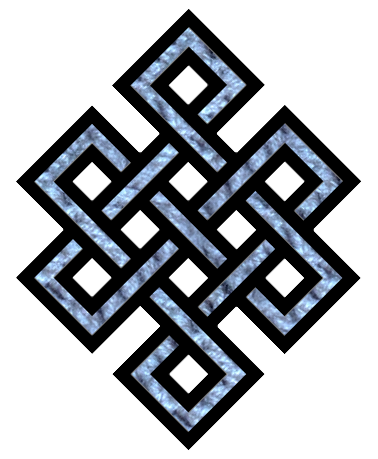
Nus infinit

El nus infinit és un símbol adoptat pel budisme i la filosofia oriental. És el dibuix d'un nus sense principi ni fi. Ha estat usat també per les matemàtiques com a patró gràfic a la teoria de nusos. Significa la unitat de tot el que existeix i que tot està subjecte al temps i el canvi. Una altra interpretació el considera símbol de la unió de passió i raó.